# Mathieu Mariolle
Pour les articles homonymes, voir Mariolle.
Mathieu Mariolle est un scénariste français né à Paris en novembre 1978.

## Biographie
Mathieu Mariolle a suivi des études de traducteur. Devenu scénariste, il entame sa carrière en 2004 avec la publication de Pixie une bande dessinée fantastique. 

## Œuvre
- Smoke City avec les dessins de Benjamin Carré
- Shanghai avec les dessins de Yann Tisseron
- Nuisible avec les dessins d'Alfio Buscaglia
- Pixie avec les dessins d'Aurore Demilly
  - Tome 1 : Somnambulia[2] (2004)
  - Tome 2 : Sierra[3]  (2005)
  - Tome 3 : Tidia[4] (2006)
  - Tome 4 : Earis[5] (2007)
- De sang froid avec les dessins de Kyko Duarte
  - Tome 1 (septembre 2004), 2 (mai 2005) et 3 (mai 2006)
  - Coffret des trois tomes (06/2006)
- Foot 2 Rue avec les dessins de Philippe Cardona
  - Premier Match 1 (04/2006)
  - Une Fille dans les buts 2, juillet 2006
  - Les Dragons de Shanghai 3, octobre 2006
  - Les Ennemis de l'ombre 4, février 2007
- Hazard avec les dessins de Grelin[N 1]
  - Lucky Loser 1, janvier 2007
  - Au cœur de Manon 1, septembre 2007
- Alta donna avec les dessins de MiniKim
  - Changement de lune, janvier 2008
  - Furets et fureteuse, juillet 2008
  - Même pour une rêveuse comme moi, septembre 2009
- Kookaburra Universe (scénario)
Dessin d'Aurore. Éditions Soleil
  1.  Les Prêtresses d’Isis[6],[7] (2008)
- Blue note - Les dernières heures de la Prohibition avec Mikaël Bourgouin
  - Tome 1 : 6 septembre 2013  (ISBN 978-2205068535)
  - Tome 2 : 3 octobre 2014  (ISBN 978-2205070873)
- Les Mondes de Thorgal - Kriss de Valnor, co-écrit avec Xavier Dorison et dessins de Roman Surzhenko (tome 6) puis de Fred Vignaux (tomes 7 et 8), couverture de Grzegorz Rosiński :
  - t. 6 L'Île des enfants perdus, 13 novembre 2015  (ISBN 978-2803635474)
  - t. 7 La Montagne du temps, 10 novembre 2017  (ISBN 978-2803637027)
  - t. 8 Le Maître de justice, octobre 2018  (ISBN 978-2803672837)
- La voie du sabre, d'après le roman éponyme de Thomas Day, dessin de Federico Ferniani, éditions Glénat :
  - t. 1 Les cendres de l'enfance, mars 2013[8]
  - t. 2 Les braises de l'enseignement, octobre 2015
- William Adams, Samouraï, dessins de Nicola Genzianella. Éditions Casterman.
  - t. 1 Aux confins du monde, 2017
  - t. 2 Kurofune, 2017
- Nota Bene, co-scénarisé avec Benjamin Brillaud, dessins de Christian Paty, éditions Soleil Productions :
  - t. 1 Petites histoires, grands destins ![9], avril 2019  (ISBN 978-2-3020-7546-7)
  - t. 2 À la rescousse de l'histoire[10], 2019  (ISBN 978-2-302-07887-1)
  - t. 3 La mythologie nordique[11], 2020  (ISBN 978-2-302-08959-4)